# Aurora, Elgin & Fox River Electric Company
A Aurora, Elgin & Fox River Electric (AE&FRE) era uma ferrovia interurbana que operava serviços de carga e passageiros em sua linha, paralelamente ao rio Fox. Serviu às comunidades de Carpentersville, West Dundee, Elgin, South Elgin, St. Charles, Geneva, Batavia North Aurora, Aurora, Montgomery e Yorkville em Illinois. Também operava linhas de bonde locais em Aurora e Elgin.

## História

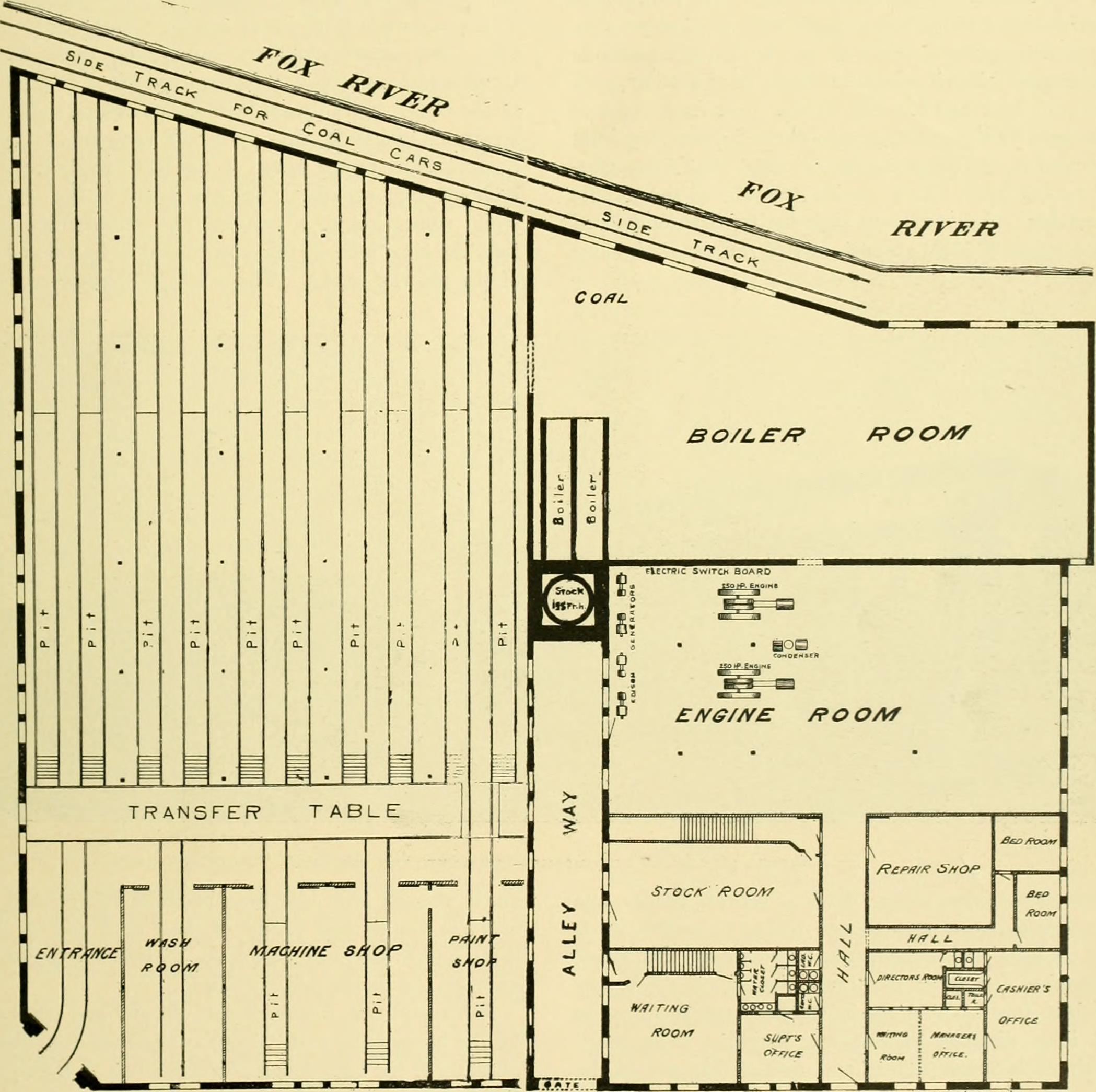
Planta do térreo do depósito e da usina de carvão de Aurora, conforme relatado em 1891.

As empresas antecessoras abriram o serviço em 1895 entre Carpentersville e Elgin; em 1896 entre Elgin e St. Charles e Aurora e Geneva; em 1899 entre Aurora e Yorkville; e em 1901 entre St. Charles e Geneva. De 1901 a 1906, era conhecida como Elgin, Aurora & Southern Traction Company.
A EA&S se fundiu com a Aurora Elgin & Chicago Railway em 1906 e se tornou a nova Divisão Fox River da Aurora Elgin & Chicago Railroad. A empresa foi separada por ordem do Tribunal de Falências dos EUA em 1923, quando a Divisão Fox River assumiu o nome de AE&FRE, e o restante da AE&C (Terceira Divisão Ferroviária) tornou-se a Chicago Aurora and Elgin Railroad.
O serviço normalmente operava em faixas de uma hora entre Elgin e Aurora, com serviço de conexão entre Carpentersville e Elgin e entre Aurora e Montgomery.[carece de fontes?]
O serviço de passageiros terminou em 31 de março de 1935, exceto em uma pequena faixa usada pela CA&E em St. Charles e Genebra, que permaneceu ativo até em 31 de dezembro de 1937. O serviço de frete continuou em um trecho de 3 milhas (4,8 km) da linha entre Coleman Yard e o Hospital Estadual Elgin em energia elétrica até 1947 e a diesel até 1972. Naquela época, o restante da linha foi vendido aos seus atuais operadores de museus. O trilho restante entre o local atual do museu em South Elgin e o Hospital Estadual foi removido em 1978.
Hoje, grande parte do antigo direito de passagem da ferrovia agora é uma ciclovia conhecida como Fox River Trail. O Fox River Trolley Museum, em South Elgin, opera sobre uma seção preservada de seu direito de passagem.

## Rede ferroviária

### Sistemas de bonde Elgin e Aurora
Em 1900, Elgin e Aurora tinham bondes elétricos nas linhas que partiam do centro da cidade. Elgin tinha 19 quilômetros de pista e o centro da cidade tinha linha dupla na década de 1920. Aurora tinha 29 quilômetros, com linha dupla na maior parte do centro da cidade em 1900. As linhas de Aurora costumavam cruzar a cidade, entrando no centro por uma linha e saindo por outra.
Desde 31 de março de 1935, quando o serviço ferroviário de passageiros foi interrompido, as rotas em Aurora foram alteradas. Em 2013 foi inaugurado seu sucessor, o sistema de transporte suburbano de passageiros Pace, e poucas das primeiras linhas da cidade permaneceram. Em Elgin, por sua vez, a maioria das linhas de bonde passaram a integrar as rotas de ônibus mais longas.

### Linha interurbana Elgin-Aurora
A linha interurbana deixava Elgin a sul na State Street (rota 31), passando pelo Hospital Estadual (também conhecido como Asilo) (milha 1.8) e depois ao lado da LaFox Street por Clintonville/South Elgin (milha 3.1). Curvando-se a leste na direita da via, a linha passava pelo setor de trocas de mercadorias em Coleman (4,5 quilômetros), atravessava o rio em sua própria ponte e continuava ao sul até um cruzamento com a Quinta Avenida em St. Charles. Depois, seguia ao sul até a Main Street, depois a oeste do outro lado do rio até a Third Street e novamente ao sul até Geneva na Anderson Boulevard. Na State Street, a linha virava a leste e ia para a Third Street (Chicago Junction, milha 11.6), onde virava ao sul, depois a leste, ao sul na Rota 31 e depois para a direita da via entre a Rota 31 e o rio. Uma milha mais ao sul, a linha retornava à Rota 31, Batavia Avenue, rua que atravessa a Batávia (milha 14,6); depois, numa faixa pavimentada a leste, através de North Aurora até os limites da cidade de Aurora. Em Aurora, o interurbano usava a linha de bonde terminal.
Em 2013, a rota 801 do sistema Pace passou a ligar Elgin a Geneva, embora em grande parte por um alinhamento mais ocidental. De Geneva a Aurora, a rota Pace 802 segue muito próxima à linha interurbana original.

## Material rodante
Em 1900, a maioria das linhas da abrangência da Fox River tinha um mesmo gerenciamento compartilhado. Os pedidos de material rodante para os carros urbanos eram divididos frequentemente entre Aurora e Elgin. As listas de pedidos incluíam a AE&FRE e suas antecessoras EA&S e AE&C, bem como sistemas urbanos em Aurora e Elgin. As listas incluíam a AE&FRE, suas antecessoras EA&S e AE&C, bem como sistemas urbanos em Aurora e Elgin.

### Carros usados no serviço interurbano
Os carros interurbanos eram conversíveis com uma construção mais pesada que os carros da cidade.
| Números  | Construtor | Ano  | Comprimento                | Assentos | Notas                                                |
| -------- | ---------- | ---- | -------------------------- | -------- | ---------------------------------------------------- |
| 100-106  | St. Louis  | 1901 | 45 pés 8 inches (13,92 m)  | 46/48    |                                                      |
| 200, 202 | Niles      | 1906 | 47 pés 6 inches (14,48 m)  | 48.      |                                                      |
| 204, 206 | McGuire    | 1907 | 47 pés 10 inches (14,58 m) | 48.      |                                                      |
| 208-214  | TCRT       | 1899 | 43 pés 2 inches (13,16 m)  | 48.      | comprado em 1913, vendido em 1918, sucateado em 1927 |
| 216-226  | Cincinnati |      | 42 pés 5 inches (12,93 m)  | 46.      | comprado em 1918                                     |
| 300-306  | St. Louis  | 1924 | 38 pés (11,58 m)           | 52       | vendido em 1936                                      |

### Carros usados na cidade e nos serviços interurbanos
Alguns carros com conversíveis foram usados nos serviços urbanos e interurbanos.
| Números       | Construtor | Ano     | Comprimento           | Assentos | Notas                                     |
| ------------- | ---------- | ------- | --------------------- | -------- | ----------------------------------------- |
| 148, 150      | Brill      | 1898    | 36 pé (10,97 m)       | 36.      | demolido em 1922                          |
| 152           | St. Louis  | 1898    | 46 pé (14,02 m)       | 48.      |                                           |
| 156, 168      | Brill      | 1909    | 36 pé (10,97 m)       | 36.      | comprado em segunda mão                   |
| 170           | Brill      | 1898    | 36 pé (10,97 m)       | 36.      | comprado em segunda mão                   |
| 172           | Brill      | 1898    | 36 pé (10,97 m)       | 36.      | comprado em segunda mão, semi-conversível |
| 184, 186, 188 | Pullman    | 1894-95 | 40 ft 10 in (12,45 m) | 40.      | comprado em 1909                          |
| 190-196       | St. Louis  | 1908    | 43 ft 10 in (13,36 m) | 44       | comprou segunda mão, demolido em 1922     |

### Carros da cidade
A maioria dos carros urbanos era do tipo Birney, com truque único, embora alguns carros com truque duplo fossem utilizados. Na chegada, os carros 48, 50-97, comprados pela AE&FRE, substituíram a maioria dos carros mais antigos.
| Números            | Construtor | Ano     | Comprimento                                                     | Assentos | Notas                          |
| ------------------ | ---------- | ------- | --------------------------------------------------------------- | -------- | ------------------------------ |
| 48, 50-97          | St. Louis  | 1923-26 | 28 pés (8,53 m)                                                 | 32.      | demolido em 1922               |
| 108-146            | St. Louis  | 1897    | 30 pés (9,14 m)                                                 | 24       |                                |
| 154, 158-166       | St. Louis  | 1897    | 31 pés (9,45 m)                                                 | 28.      |                                |
| 182                | Brill      | 1897    | 26 pés (7,92 m)                                                 | 24       |                                |
| 234-248            | St. Louis  | 1913-16 | 41 pés e 6 polegadas (12 65 m)- 47 pés e 10 polegadas (14 58 m) | 40.      | Conversível                    |
| 250-258            | Niles      | 1910    | 32 pés e 2 polegadas (9 80 m)                                   | 24       |                                |
| 117-127            | Briggs     | 1894    | 26 pés (7,92 m)                                                 | 59       | 9 bancos abertos               |
| 131-137            | Stephenson | 1897    | 32 pés (9,75 m)                                                 | 50.      | 10 bancos abertos              |
| 111-115            | Brill      | 1894    | 33 pés (10,06 m)                                                | 50.      | 12 bancos abertos, conversível |
| 141, 143, 147, 149 | St. Louis  | 1894    | 33 pés e 5 polegadas (10 19 m)                                  | 72       | 13 bancos abertos, conversível |

## Linhas de conexão
Em 1920, a AE&C Fox Valley Division conectou-se a quatro interurbanos, todos fechados em 1937.

### Elgin & Belvidere
A Elgin and Belvidere Electric Company deixava a cidade de Elgin após o fim da linha Edison Street em Wing Street, indo para 36 milhas (58 km) a oeste pelas pequenas cidades de Huntley e Marengo até Belvidere e a 14 milhas (23 km) pela conexão de Rockford. Com nove carros de passageiros e dois carros expressos, havia dezenove trens em cada sentido, de hora em hora. Inaugurado em 1907, foi o último a encerrar o serviço de passageiros, em 1930.

### Chicago, Aurora e DeKalb
A Chicago, Aurora and DeKalb Railroad conectava-se ao sistema da cidade de Aurora nas ruas Plum and View e percorria 28 milhas (45 km) a oeste através de Kaneville até DeKalb. Três carros de passageiros e dois carros expressos faziam nove trens em cada sentido em um dia, com um cronograma de noventa minutos e três horas. Inaugurado em 1905 com equipamento a vapor leve, foi eletrificado em 1910 e fechado em 1923.

### Fox & Illinois Union
A Fox & Illinois Union Railway deixava Yorkville (onde também estava conectada ao C.B.&Q) e e percorria 20 milhas (32 km) em direção ao sul, através de Newark até Morris. Uma linha inaugurada em 1914, com dois carros de passageiros, circulavam com cinco trens em cada sentido por dia. A maior parte do seu tráfego de mercadorias era de grãos. O serviço de passageiros terminou em 1924, e os carros de transporte de carga foram convertidos para o sistema gás-elétrico em 1931, continuando até 1937.

### Aurora, Plainfield and Joliet
A Aurora, Plainfield and Joliet Railroad deixava Aurora na linha da Avenida Parker e percorria 22 milhas (35 km) a sudeste de Plainfield até Joliet. Oito carros de passageiros operavam dezessete trens em cada sentido em um dia e três bondes prestavam serviço local em Joliet. Inaugurado em 1903, foi convertido em cinco ônibus Pierce-Arrow em 1924.